# Chris Thompson (nadador)
Chris Thompson (Roseburg, Estados Unidos, 30 de noviembre de 1978) es un nadador retirado especialista en estilo libre. Fue olímpico en los Juegos Olímpicos de Sídney 2000 donde consiguió la medalla de bronce en la prueba de 1500 metros libres.
Fue subcampeón mundial de piscina corta de la prueba de 1500 metros libres en el año 2002.

## Palmarés internacional
| Juegos Olímpicos                                | Juegos Olímpicos    | Juegos Olímpicos  | Juegos Olímpicos |
| Año                                             | Lugar               | Medalla           | Prueba           |
| ----------------------------------------------- | ------------------- | ----------------- | ---------------- |
| 2000                                            | Sídney ( Australia) | Medalla de bronce | 1500 m libres    |
| Campeonato Mundial de Natación en Piscina Corta |                     |                   |                  |
| 2002                                            | Moscú ( Rusia)      | Medalla de plata  | 1500 m libres    |
| 2002                                            | Moscú ( Rusia)      | Medalla de bronce | 4x200 m libres   |
| 2006                                            | Shanghái ( China)   | Medalla de bronce | 4x200 m libres   |